# 2923 Schuyler
2923 Schuyler (1977 DA) là một tiểu hành tinh vành đai chính được phát hiện ngày 22 tháng 2 năm 1977 bởi Harvard College ở trạm Agassiz.